# Peter-Johannes Schuler
Peter-Johannes Schuler (* 12. Juli 1940 in Tübingen; † 13. September 2013) war ein deutscher Historiker.

## Leben
Nach der Promotion 1972 in Bochum und der Habilitation 1982 an der Universität Bochum war er Professor für Archivwissenschaft an der FH Potsdam. Schwerpunkt seiner Forschungen war das spätmittelalterliche Urkundenwesen, vor allem im Südwesten Deutschlands, das öffentliche Notariat und besonders die Notariatssignete als individuelle Kennzeichen der Notare. Schuler wurde 1990 für kurze Zeit Staatssekretär im thüringischen Kultusministerium. Er war Mitglied der 1996 gegründeten Brandenburgischen Historischen Kommission.
Er war Mitglied der katholischen Studentenverbindungen KStV Brisgovia Freiburg im Breisgau und KStV Alamannia Tübingen im KV.

## Schriften (Auswahl)
- Geschichte des südwestdeutschen Notariats. Von seinen Anfängen bis zur Reichsnotariatsordnung von 1512. Bühl 1976, ISBN 3-7826-0039-8.
- Südwestdeutsche Notarszeichen. Mit einer Einleitung über die Geschichte des deutschen Notarszeichens (= Konstanzer Geschichts- und Rechtsquellen, Bd. 22). Thorbecke, Sigmaringen 1976, ISBN 3-7995-6822-0.
- Notare Südwestdeutschlands. Ein prosopographisches Verzeichnis für die Zeit von 1300 bis ca. 1520. Stuttgart 1987, ISBN 3-17-004227-0.
- als Hrsg.: Die Familie als sozialer und historischer Verband. Untersuchungen zum Spätmittelalter und zur frühen Neuzeit. Sigmaringen 1987.
- Grundbibliographie mittelalterliche Geschichte. Stuttgart 1990, ISBN 3-515-04635-6.
- Regesten zur Herrschaft der Grafen von Württemberg. 1325–1378. Paderborn 1998, ISBN 3-506-73258-7.
- Historisches Abkürzungslexikon (= Historische Grundwissenschaften in Einzeldarstellungen, Bd. 4). Steiner, Stuttgart 2009, ISBN 978-3-515-09138-1.
- Die spätmittelalterliche Vertragsurkunde. Untersucht an den Urkunden der Grafen von Württemberg 1325–1392. Schöningh, Paderborn, München 2000. (Digitalisat bei Digi20)